# КК Асесофт Плоешти
КК Асесофт Плоешти (рум. CSU Asesoft Ploiești) је биo румунски кошаркашки клуб из Плоештија. Такмичиo се у Првој лиги Румуније, пре негo штo се 2015. године угaсиo.

## Историја
Клуб је основан 1998. године и брзо је постао лидер у румунској кошарци. Од 2004. до 2010. године клуб је бележио највеће успехе освојивши седам пута узастопно првенство Румуније и шест пута узастопно куп Румуније. У сезони 2004/05. остварили су највећи успех у историји клуба, освојивши европско такмичење ФИБА Куп Европе.

## Успеси

### Национални
- Првенство Румуније:
  - Првак (11) :  2004, 2005, 2006, 2007, 2008, 2009, 2010, 2012, 2013, 2014, 2015.
  - Вицепрвак (2) :  2001, 2011.

- Куп Румуније:
  - Победник (6) :  2004, 2005, 2006, 2007, 2008, 2009.

### Међународни
- ФИБА Куп Европе:
  - Победник (1): 2005.

## Познатији играчи
- Никола Булатовић
- Никола Илић
- Иван Жигерановић
- Владимир Кузмановић
- Драган Лабовић
- Бојан Поповић